# Карбах (Хунсрюк)
Карбах (нем. Karbach) — община в Германии, в земле Рейнланд-Пфальц.
Входит в состав района Рейн-Хунсрюк. Подчиняется управлению Эммельсхаузен. Население составляет 563 человека (на 31 декабря 2010 года). Занимает площадь 4,98 км².